# Leptispa perroti
Leptispa perroti là một loài bọ cánh cứng trong họ Chrysomelidae. Loài này được Gestro miêu tả khoa học năm 1909.